# Прерия

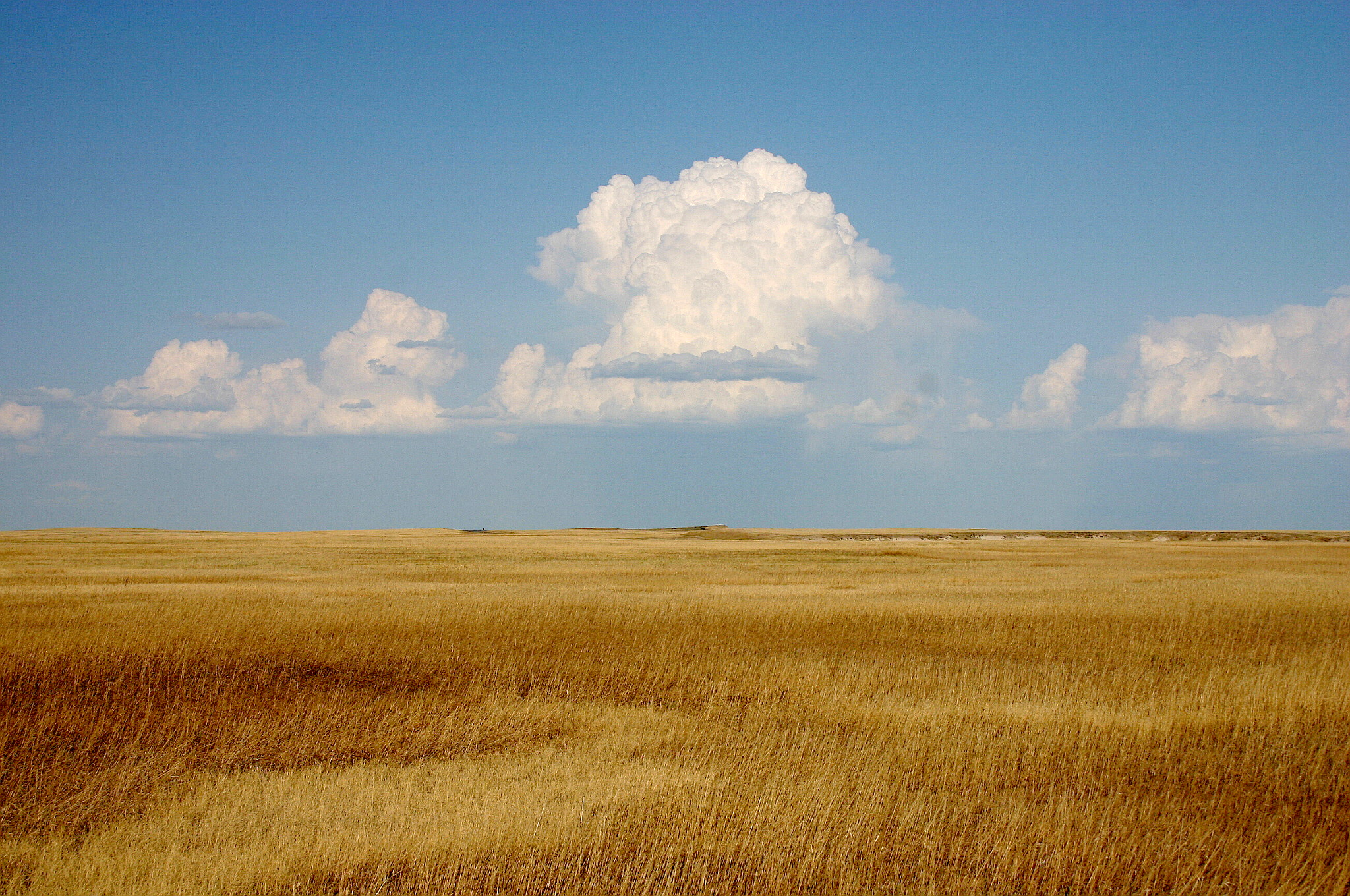
Прерия в национальном парке Бэдлендс, штат Южная Дакота

Прерия (фр. prairie «луг», «лужайка», от лат. pratum «луг», лат. prata «луга») — североамериканская форма степи, вегетационная зона на Среднем Западе США и Канады. Составляет восточный край Великих равнин. Встречаются также и небольшими изолированными ареалами (например, Джексонские прерии в штате Миссисипи). Согласно «Энциклопедии всемирной географии» (Facts on File, 2005), аналогами прерии являются пампа в Южной Америке и велд в Африке.
Ограниченная вегетация, выражающаяся в редкости деревьев и кустов, обусловлена внутриконтинентальным расположением и Скалистыми горами, заслоняющими прерию с запада от осадков. С этим обстоятельством связаны засушливые климатические условия.

## География и почвы
С юга на север прерия тянется от Мексики до Канады, где занимает часть провинций Альберта, Саскачеван, Манитоба и Онтарио. В США прерии расположены в Северной и Южной Дакоте, Миннесоте, Небраске, Монтане, Вайоминге, Айове, Иллинойсе, Индиане, Висконсине, Канзасе, Миссури, Оклахоме и Техасе. Местность почти на всей площади прерий ровная, с холмами, высота которых не превышает 1,2 метра.
Прерии Северной Америки представляют собой форму рельефа, возникшую на отложениях Висконсинской ледниковой эпохи. Прерии сформировались благодаря росту Скалистых гор, прикрывающих территории к востоку от влажных воздушных потоков с Тихого океана и препятствующих выпадению большого количества осадков. Образовавшаяся дождевая тень в свою очередь препятствовала существованию лесов и способствовала развитию степных экосистем. Климат умеренный, континентальный, с большими перепадами температур между зимой и летом и сменой дождливых и засушливых лет. Жаркое, засушливое к концу лето и сильные ветры в естественных условиях приводили к частым степным пожарам, уничтожающим мёртвую растительность и удобряющим почву. На территории прерий на протяжении долгого времени формировался слой плодородных почв: брунизёмы, чернозёмы, каштановые и бурые почвы.

## Флора и фауна

Приблизительные типы прерий в США:
Низкотравные прерии
Разнотравные прерии
Высокотравные прерии

Состав растительного и животного мира прерий диктуется объёмом осадков, снижающимся к западной границе региона (от 10000 до 300 мм осадков в год). Растительность представлена преимущественно многолетними травами, включая многочисленные виды бобовых и сложноцветных. Высота трав, покрывающих прерии, снижается с востока, где может достигать 2,5 м, к западной границе, где наиболее распространены травы высотой около 15 см. Согласно Британской энциклопедии, большинство специалистов выделяют три типа прерий:
- Высокотравные, или настоящие, прерии занимают более влажную восточную часть региона, граничащую с зоной листопадных лесов. Характеризуются богатыми почвами, основная растительность — дерновинные степные злаки с длинными корнями (бородачевники, Spartina patens) во влажных низинах и кустовые злаки с более короткими корнями (Hesperostipa spartea, Sporobolus heterolepis) в более сухих возвышенных районах[5].
- Разнотравные прерии (англ. midgrass/mixed-grass prairie) сочетают дернообразующую и кустовую растительность, преобладающую в обоих остальных типах прерий. Занимают наиболее обширную среднюю часть прерий. Доминирующие виды — Hesperostipa spartea, Bouteloua gracilis, Bouteloua dactyloides, житняк гребневидный. В западной части, граничащей с зоной короткотравных прерий, часты песчаные холмы[5].
- Низкотравные прерии (англ. shortgrass prairie) — самая сухая часть региона, растительность в основном представлена разными видами рода Bouteloua[5]. Около 70 % всех осадков в западных прериях выпадает в вегетационный период[3].

Во всех трёх зонах в XXI веке распространён также мятлик луговой, не являющийся коренным видом. Отдельные районы, такие как прибрежная прерия, тихоокеанская (или калифорнийская) прерия и палузская прерия, с точки зрения видового разнообразия сочетают черты разнотравных и низкотравных прерий.
Альтернативная классификация подразделяет прерии на влажные, умеренно влажные и сухие. Умеренно влажные прерии с их хорошим уровнем влажности почв и хорошим стоком считаются наиболее благоприятными для сельского хозяйства. Влажные прерии характеризуются большим объёмом осадков и плохим стоком; примером может служить заповедник Вулзи близ Фейетвилла (Арканзас), где без участия человека воспроизводится более 300 видов местных растений. Естественная растительность в основном сохраняется и в сухой прерии, занимающей обычно возвышенности и склоны холмов, ввиду её малой пригодности для сельского хозяйства.
В прериях ранее обитали миллионы бизонов. Копыта бизоньих стад, перемещавшихся по прериям, взрыхляли почву, улучшая её аэрацию и позволяя впитывать больше влаги. До конца XIX века белые поселенцы практически истребили бизонов, уничтожив таким образом жизненную и культурную основу многих индейских племён. Исчезли из прерий также волки, почти перестали встречаться луговые тетерева. По-прежнему распространены койоты, луговые собачки, зайцы, барсуки, из птиц — рогатый жаворонок, западный луговой трупиал, разные виды водных птиц и канюков. В сухих прериях встречаются почти полностью истреблённый на остальной территории прерий луговой тетерев и полосатый гремучник. На Высоких равнинах (быстро повышающейся к западу части прерий, прилегающей к Скалистым горам) широко распространены антилопа-вилорог и чернохвостый олень. Среди насекомых наиболее распространены короткоусые прямокрылые и мухи.
Сегодня прерии представляют собой огромные слабо орошённые искусственные территории, используемые в сельскохозяйственных целях. Злаковые культуры выращиваются в восточной части прерий (кукуруза) и в их центральной части (пшеница), тогда как районы низкотравья используются как пастбища. Другие выращиваемые культуры включают рис, ячмень и овёс. Диких прерий к XXI веку практически не сохранилось, за исключением небольших участков в охраняемых природных зонах. Сельскохозяйственные угодья занимают более 99 % площади из примерно двух миллионов акров прерий. Исчезновение естественного растительного покрова за счёт расширения сельскохозяйственных угодий сделало почвы прерий уязвимыми для засухи и эрозии, что в 1930-е годы привело к природной катастрофе, известной как «Пыльный котёл». С этого момента ведутся работы по восстановлению естественной экосистемы прерий.